# Hawalli
Hawalli je jedan od šest muhafaza (provincija ili oblast) u Kuvajtu. Nalazi se u središnjem istočnom dijelu zemlje na obali Perzijskog zaljeva. Na zapadu su muhafaze Al Asimah i Al Farwaniyah, dok je na jugu muhafaza Mubarak Al-Kabeer.

## Stanovništvo
Prema procjenama od 31. prosinca 2007. godine u Hawalli živi 714.876 stanovnika, dok je prema procjenama iz 2005. godine u muhafazi živjelo 393.861 stanovnik. Površina muhafaze je 80 km2 dok je prosječna gustoća naseljenosti vrlo velika 8.718 stanovnika na km2.

## Administrativna podjela
Muhafaza Hawalli podjeljena je na deset distrikta:
- Hawalli, također i sredite Hawalli muhafaze.
- Surra
- Bayan
- Mishref
- Jabriya
- Rumaithiya
- Salmiya
- Salwa
- Shaar